# Desa Sarwadadi (administrativ by i Indonesien, Jawa Tengah)
Desa Sarwadadi är en administrativ by i Indonesien.   Den ligger i provinsen Jawa Tengah, i den västra delen av landet, 270 km sydost om huvudstaden Jakarta.